# Агаронова, Елена Герасимовна
Елена Герасимовна Агаронова (7 [20] сентября 1903, пос. Астара, Бакинская губерния — 7 сентября 1985, Ленинград) — советская театральная актриса, народная артистка РСФСР.

## Биография
Елена Герасимовна Агаронова родилась 7 (20) сентября 1903 года в посёлке Астара в Бакинской губернии в семье смотрителя маяка.
Окончила историко-филологический факультет Бакинского университета, затем училась на краткосрочных театральных курсах при Бакинском Рабочем театре. В 1928 году окончила Институт сценических искусств в Петрограде.
В 1928—1930 и в 1932—1935 годах играла в Петроградском театре юных зрителей (сейчас Театр юных зрителей имени А. А. Брянцева).
В 1930 году в группе из пяти добровольцев-тюзовцев (Агаронова, Воронкова, Стратилатов, Мокшанов и Михайлов) поехала в Новосибирск организовывать Краевой Западно-Сибирский детский театр и в 1930—1932 и 1935—1938 годах работала в Новосибирском ТЮЗе (сейчас театр «Глобус»). В 1932—1935 годах — актриса и организатор областного Ленинградского ТЮЗа.
В 1938—1966 годах была актрисой Новосибирского государственного академического театра «Красный факел». Во время Великой Отечественной войны ездила с театром по городам Кузбасса (Новокузнецк, Прокопьевск), посещала шахты. В 1943—1966 годах была председателем Новосибирского отделения Всероссийского театрального общества.
С 1966 года служила актрисой Большого драматического театра в Ленинграде.
Умерла 7 сентября 1985 года в Ленинграде, похоронена на Северном кладбище Санкт-Петербурга вместе с мужем Николаем Михайловым.

### Семья
- Муж — актёр Николай Фёдорович Михайлов (1902—1969), народный артист РСФСР.

## Награды и премии
- Заслуженная артистка РСФСР (16.05.1945).
- Орден Трудового Красного Знамени (10.11.1953)[4].
- Народная артистка РСФСР (14.08.1957).

## Работы в театре

### Новосибирский ТЮЗ
- «Винтовка № 492116» А. А. Крона — Ирод
- «Синяя птица» Метерлинка — фея Бирилюна
- «Дубровский» инсценировка А. Пушкина — Маша

### Ленинградский ТЮЗ
- «Тимошкин рудник» Макарьева — Алейка
- «Серёжа Стрельцов» Любимовой — Серёжа Стрельцов

### «Красный факел»
- «Враги» Горького — Надя
- «Таня» Арбузова — Таня
- «Машенька» Афиногенова — Машенька
- «Евгения Гранде» О. Бальзака — Евгения Гранде
- «Укрощение строптивой» У. Шекспира — Катарина
- «Встреча в темноте» Кнорре — Варя
- «Анна Каренина» по Л. Н. Толстому — Анна Каренина
- «Воскресение» по Л. Н. Толстому — Катюша Маслова
- «Последняя жертва» — Юлия Тугина
- «Село Степанчиково» по Достоевскому — Татьяна Ивановна
- «Чайка» А. П. Чехова — Аркадина
- «Гамлет» У. Шекспира — королева Гертруда
- «Без вины виноватые» А. Островского — Кручинина
- «Волки и овцы» А. Островского — Глафира
- «Испанцы» М. Лермонтова — Ноэми
- «Хозяйка гостиницы» — Мирандолина
- «Не называя фамилий» — Диана
- «Мораль пани Дульской» — Юльясевичева

### Большой драматический театр
- «Я, бабушка, Илико и Илларион» Н. В. Думбадзе и Г. Д. Лордкипанидзе — бабушка
- «Молодая хозяйка Нискавуори» X. Вуолийоки — старая хозяйка Нискавуори
- «Киноповесть с одним антрактом» А. М. Володина — старая женщина

## Фильмография
1. 1964 — Враги (короткометражный) — Софья Марковна
2. 1969 — Смерть Вазир-Мухтара — княгиня Саломе
3. 1971 — По страницам любимых опер — Графиня («Пиковая дама»)
4. 1984 — Убийце — Гонкуровская премия — мадам Лорис